# Leonor Ferrer Girabau
Leonor Ferrer Girabau (Barcelona, 17 de juny de 1874 - 15 d'octubre de 1960) va ser la primera dona delineant d'Espanya.
Filla del serraller Joan Farré i Reig natural de Figueres i de Francesca Girabau Galtes de Barcelona.
L'any 1897 va obtenir el títol de mestra. El 13 de març de l'any 1905 va obtenir el títol de perit delineant expedit per la Sociedad Económica Amigos del País, Sección de Enseñanza, Escuela de Institutrices y Otras Carreras para la Mujer i va ser la primera dona d'Espanya en obtenir aquesta titulació.
Entre 1898 i 1931 va treballar a la Sociedad General de Teléfonos —més tard Compañía Peninsular de Teléfonos. Va entrar-hi per oposició com a telefonista però el 1899, gràcies als seus coneixements de dibuix, va passar a ser auxiliar del delineant Juan Marxuach. Quan Marxuach va deixar l'empresa, Ferrer va ser nomenada cap de la Secció de Plànols, en la qual treballaven altres dones, com ara Eulàlia Fàbregas, Teresa Torrens o Maria Grau. La seva tasca era reconeguda a les publicacions de l'època: «la seva perícia en l'art utilíssim que cultiva, l'encert i la bellesa dels seus dibuixos, la serietat ab desempenya'l seu comès li han valgut la seva confiança y estima de la important societat barcelonina».
A partir de la segona dècada del segle xx es va dedicar a l'ensenyament de la delineació, primer a l'Institut de Cultura i Biblioteca Popular de la Dona i més endavant va obrir la seva pròpia escola amb el nom de Academia de deliniación para señoritas al número 10 del carrer de Grasses del Poble Sec de Barcelona.
L'any 1931 va deixar la compañía de teléfonos, convertida des de 1924 en la Compañía Nacional de Teléfonos o Telefónica. Entre 1936 i 1939 va exercir de mestra d'escola a les Illes Balears: primer a Búger i després a l'escola de Nuestra Señora de El Pilar de la Mola, a Formentera. A la dècada de 1940 va exercir al Mercadal (Menorca).
Mor a Barcelona al carrer Grasset, 14 el 15 d'octubre de 1960 a l'edat de 85 anys.